# Jeden a půl policajta
Jeden a půl policajta (v anglickém originále Cop and a Half) je americký rodinný film z roku 1993. Režisérem filmu je Henry Winkler. Hlavní role ve filmu ztvárnili Burt Reynolds, Norman D. Golden II, Bradley Pierce, Ruby Dee a Holland Taylor.

## Obsazení
| Burt Reynolds       | Nick McKenna    |
| Norman D. Golden II | Devon Butler    |
| Bradley Pierce      | Ray Mullen      |
| Ruby Dee            | Rachel          |
| Holland Taylor      | kapitán Rubio   |
| Ray Sharkey         | Vinnie Fountain |
| Steve Zahn          | Frank           |
| Ossie Davis         | detektiv        |